# L'Expédition du Kon-Tiki (film)
Cet article concerne le film documentaire. Pour le récit écrit, voir L'Expédition du Kon-Tiki.
Pour plus de détails, voir Fiche technique et Distribution.
L'Expédition du Kon-Tiki (titre original : Kon-Tiki) est un film documentaire norvégien réalisé par Thor Heyerdahl, sorti en 1950. 
Le documentaire relate l'expédition du Kon-Tiki menée en 1947 par Thor Heyerdahl, explorateur et écrivain norvégien.
Le film obtient l'Oscar du meilleur film documentaire lors de la 24e cérémonie des Oscars, en 1952, et fut nommé dans la même catégorie lors de la 4e cérémonie des British Academy Film Awards en 1951.

## Fiche technique
- Titre : L'Expédition du Kon-Tiki*
- Titre original : Kon-Tiki
- Réalisation : Thor Heyerdahl
- Producteur : Olle Nordemar
- Musique : Sune Waldimir
- Montage : Olle Nordemar
- Pays d'origine :  Norvège
- Langue : Norvégien
- Genre : Film documentaire, Film d'aventure
- Dates de sortie : 
  -  Suède : 13 janvier 1950
  -  France : 23 avril 1952

## Distribution

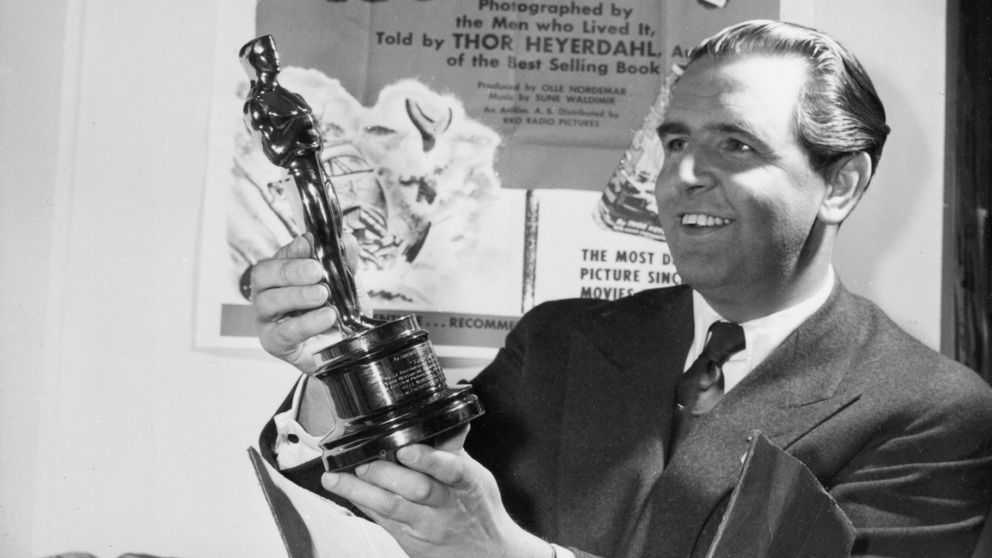
Le producteur Olle Nordemar avec son Oscar du meilleur film documentaire.

- Thor Heyerdahl : lui-même / le narrateur (versions scandinave et américaine)
- Herman Watzinger : lui-même
- Erik Hesselberg : lui-même
- Knut Haugland : lui-même
- Torstein Raaby : lui-même
- Bengt Danielsson : lui-même
- Ben Grauer : le narrateur (séquence d'introduction de la version américaine) (voix)

## Récompenses et distinctions

### Récompenses
- 1952 : Oscar du meilleur film documentaire

### Nominations
- 1951 : Meilleur film documentaire